# Relazioni bilaterali tra Egitto e Israele
Le relazioni bilaterali tra Egitto e Israele riguardano i rapporti diplomatici, commerciali e di collaborazione in politica estera esistenti tra i due paesi presi in esame.
Il reciproco stato di belligeranza, risalente alla guerra arabo-israeliana del 1948, culminò con la guerra del Kippur nel 1973 e fu seguito dal loro primo trattato internazionale, trattato di pace israelo-egiziano del 1979 entrato in esecuzione un anno dopo la stipulazione degli accordi di Camp David firmati sotto la mediazione diretta della presidenza di Jimmy Carter.
I rapporti diplomatici completi vennero stabiliti a partire dal 26 gennaio del 1980. L'Egitto possiede un'ambasciata a Tel Aviv e un consolato a Eilat; da parte sua Israele mantiene un'ambasciata a Giza (Greater Cairo) e un consolato ad Alessandria d'Egitto. La loro linea di confine condivisa è costituita da due punti di attraversamento ufficiali, situati rispettivamente a Taba e a Ntzana; quest'ultimo rimane aperto solamente per il traffico commerciale e turistico. I confini tra le due nazioni s'incontrano anche sulla costa del Golfo di Aqaba nel Mar Rosso. La difficile situazione della pace in Medio Oriente ha portato anche un certo raffreddamento delle relazioni con gli Stati Uniti, per i quali l'Egitto costituisce tradizionalmente un affidabile alleato; l'amministrazione di Washington è stata infatti accusata di non compiere tutti gli sforzi per costringere Israele a rispettare gli accordi di Oslo. Sono nel frattempo migliorate le relazioni diplomatiche con il Marocco. L'Egitto continua a dover fronteggiare l'opposizione interna dei Fratelli Musulmani (tra i quali il politico egiziano Mohamed Morsi del Partito Libertà e Giustizia, il "Partito dei Fratelli Musulmani") e gli attacchi terroristici degli estremisti musulmani. In campo internazionale l'Egitto ha portato avanti gli sforzi di mediazione per garantire la pace in Medio Oriente, principalmente nei conflitti israelo-palestinesi e israelo-siriani. Nel corso del 1997 il presidente Hosni Mubarak ha incontrato a più riprese il leader dell'Olp Arafat, re Hussein di Giordania, il primo ministro Netanyahu e il presidente siriano Assad. Tali sforzi importanti dell' Egitto tuttavia non hanno ottenuto risultati concreti; anzi, la pace nella regione è sempre più fragile. Il presidente Hosni Mubarak ha visto pertanto compromesso il ruolo diplomatico centrale dell' Egitto all' interno della regione del Medioriente.

## Tabella di comparazione

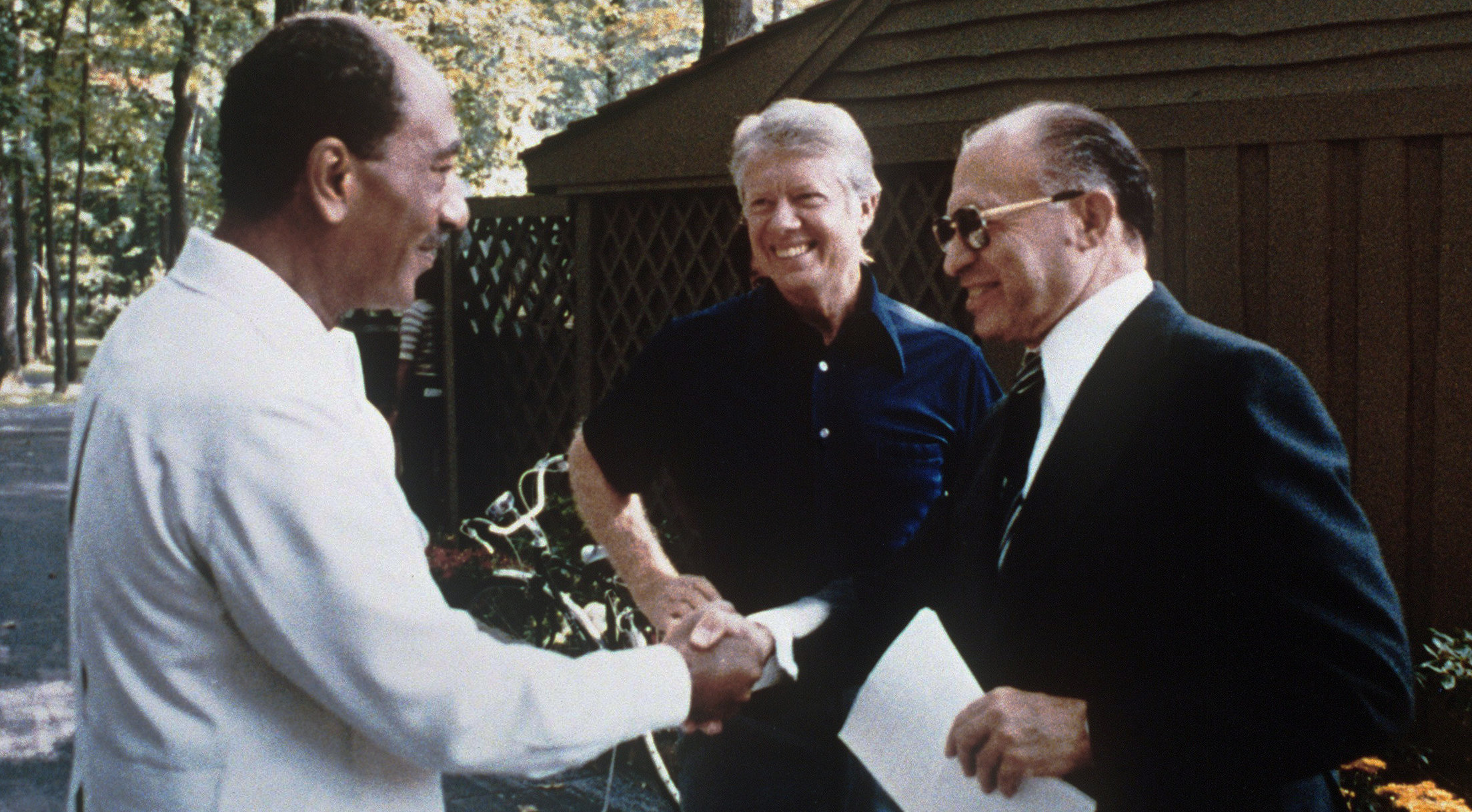
Menachem Begin, Jimmy Carter e Anwar al-Sadat a Camp David nel 1978.

|                                   | Egitto (bandiera)                                                                    | Israele (bandiera)                          |
| --------------------------------- | ------------------------------------------------------------------------------------ | ------------------------------------------- |
| Popolazione                       | 96.755.600 (2018)                                                                    | 8.840.020 (2018)                            |
| Superficie                        | 1.002.450 km² (387.048 sq mi)                                                        | 20.770/22.072 km² (8.019/8.522 sq mi)       |
| Densità di popolazione            | 97/km2 (250/sq mi)                                                                   | 401/km2 (1.037/sq mi)                       |
| Capitale                          | Il Cairo                                                                             | Gerusalemme                                 |
| Maggiore città                    | Cairo                                                                                | Gerusalemme                                 |
| Forma di governo                  | Repubblica semipresidenziale                                                         | Stato unitario a sistema parlamentare       |
| Primo Capo di Stato               | Muḥammad Naǧīb (Vedi presidenti dell'Egitto)                                         | (Vedi presidenti di Israele)                |
| Capo di Stato in carica           | Abdel Fattah al-Sisi                                                                 |                                             |
| Lingua ufficiale                  | Lingua araba                                                                         | Lingua ebraica                              |
| Religioni maggiori                | 85% Islam, 15% Cristianità (Copti della Chiesa ortodossa copta in larga maggioranza) | 75,4% Ebraismo, 16,9% Islam                 |
| Prodotto interno lordo (nominale) | US$ 275,748 bilioni (US$ 3.261 pro capite)                                           | US$ 272.737 bilioni (US$ 34.651 pro capite) |
| PIL (PPP)                         | US$ 576,350 bilioni (US$ 6,817 pro capite)                                           | US$ 274,504 bilioni (US$ 34,875 pro capite) |
| Spese militari                    | US$ 7,85 bilioni (3,1% del PIL)                                                      | US$ 14,5 bilioni (6,9% del PIL)             |

## Storia
La situazione di pacificazione tra le due nazioni confinanti perdura ininterrottamente dal 1979, tanto che l'Egitto è divenuto nel frattempo un importante partner strategico di Israele. Nel gennaio del 2011 l'ex ministro della Difesa Binyamin Ben-Eliezer, noto per i suoi forti legami intessuti con i funzionari egiziani, ebbe a dichiarare che "l'Egitto non è solo il nostro più stretto amico nella regione, ma la stessa cooperazione tra noi va ben oltre la collaborazione strategica".
La relazione tuttavia viene talvolta descritta come una "pace fredda", con molti in Egitto ancora ampiamente scettici sulla sua efficacia e prospettiva; la prosecuzione del conflitto arabo-israeliano ha contribuito a mantenere dei rapporti essenzialmente tiepidi e l'incitamento anti-israeliano risulta essere prevalente nei mezzi di comunicazione di massa egiziani.

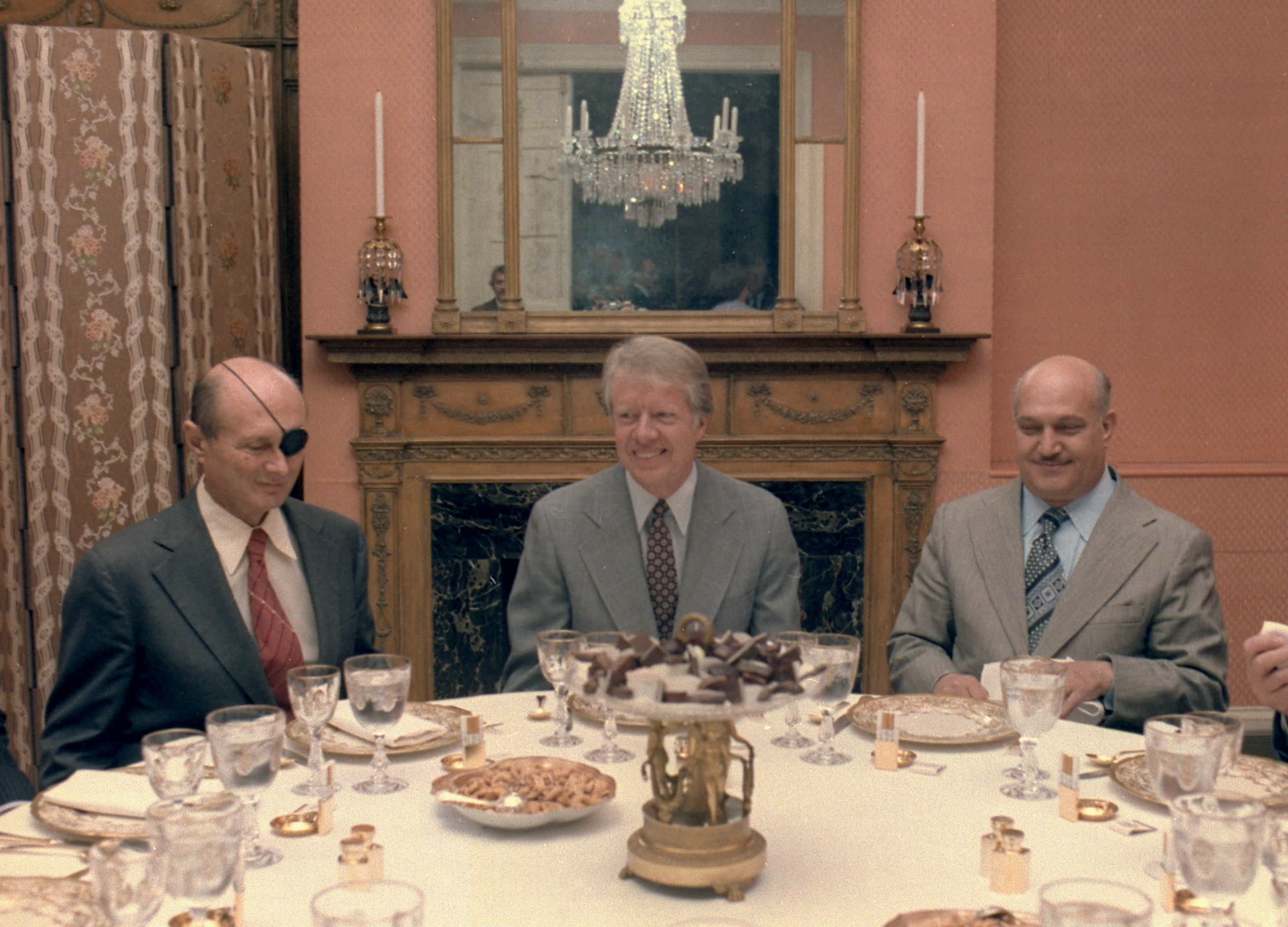
Il presidente degli Stati Uniti d'America J. Carter assieme a Moshe Dayan e Kamal Hasan Ali durante un pranzo alla Blair House nel 1978.

Nel 2003 gli Aeromobili a pilotaggio remoto dell'El Qūwāt El Gawīyä El Maṣrīya sono entrati in azione nello spazio aereo israeliano ed hanno sovraccaricato gli impianti di ricerca scientifica sull'energia nucleare di Nahal Sorek e della base aerea di Palmachim. Israele ha quindi minacciato di abbattere i droni.
Sebbene le relazioni diplomatiche siano state stabilite ufficialmente a partire dal 1980 l'ambasciatore egiziano in Israele è stato richiamato una prima volta tra il 1982 e il 1988, ed in seguito ancora tra il 2001 e il 2005 durante la Seconda intifada.
Nel corso degli ultimi anni dell'amministrazione presidenziale di Hosni Mubarak il principale funzionario egiziano che conduceva i contatti con Israele era stato il capo dell'Apparato d'informazioni generali ʿUmar Sulaymān; questi fu estromesso dal potere nello stesso periodo di Mubarak, ed Israele avrebbe così avuto pochissimi canali di comunicazione aperti con il vicino durante gli eventi che hanno condotto alla rivoluzione egiziana del 2011.

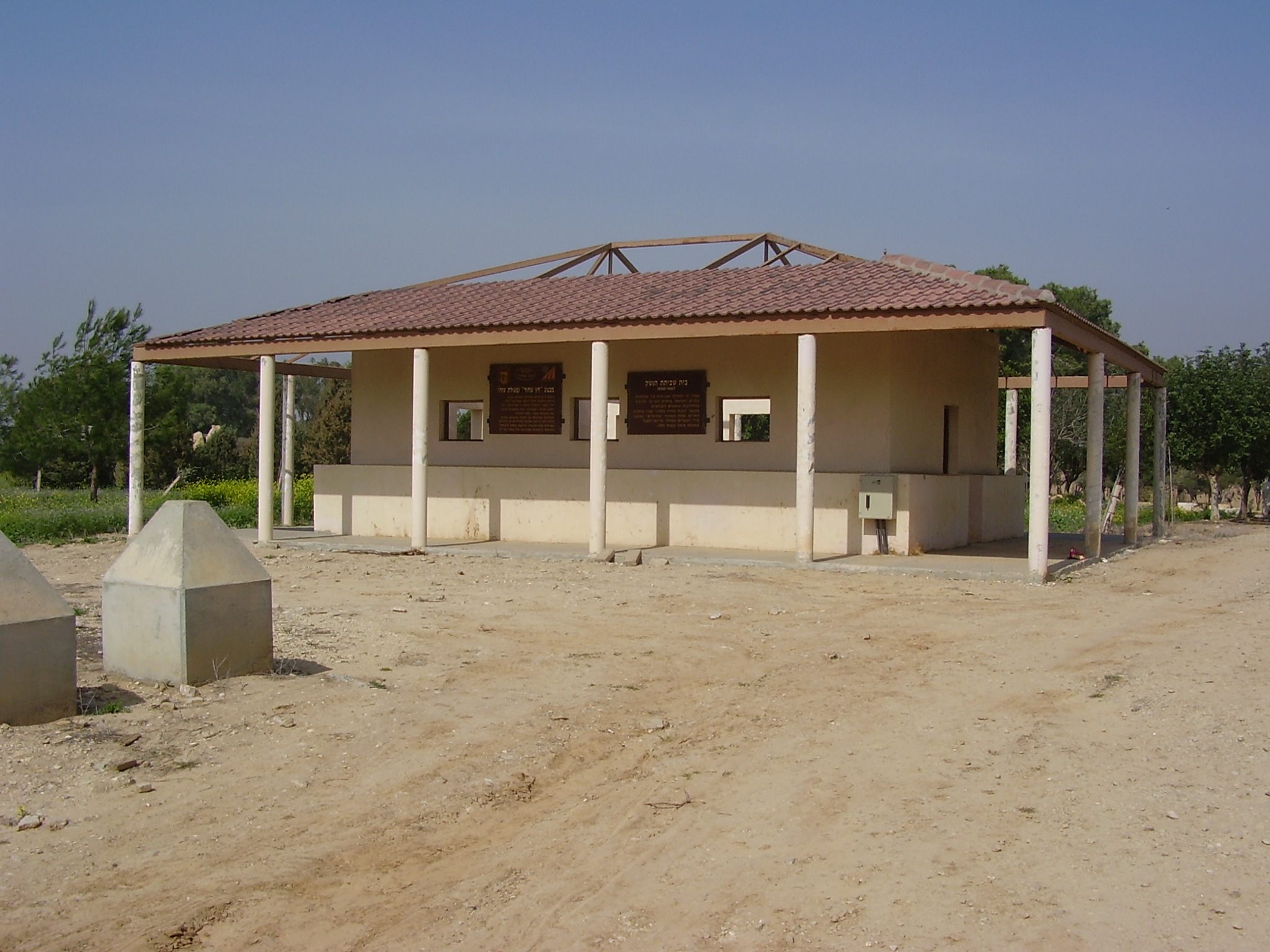
L'edificio della "Commissione d'armistizio israelo-egiziana" situata nei pressi della Striscia di Gaza.

L'Egitto ha poi minato il blocco della Striscia di Gaza attuato da Israele aprendo il confine di Rafah alle persone nel maggio del 2011; i Fratelli Musulmani presenti nel parlamento dell'Egitto vollero aprire il commercio oltre confine con Gaza, una mossa questa che si diceva dovesse resistere al governo messo in piedi da Moḥammed Ḥoseyn Ṭanṭāwī.
Dopo uno scambio di missili tra Gaza e Israele avvenuto nel marzo del 2012 la "Commissione parlamentare egiziana per gli affari arabi" ha esortato il governo egiziano a richiamare il proprio ambasciatore da Tel Aviv e a deportare quello israeliano. Questo fatto sarebbe stato in gran parte un gesto simbolico poiché solo il consiglio militare al governo avrebbe potuto prendere una tale decisione.
Le reciproche relazioni sono migliorate significativamente dopo il Colpo di Stato in Egitto del 2013, con una stretta cooperazione militare nell'ambito dell'insurrezione nel Sinai; in particolare Israele ha permesso all'Egitto di aumentare il numero di soldati dispiegati nella penisola del Sinai oltre i termini del trattato internazionale di pace.
Codesti sviluppi, insieme al deterioramento delle relazioni bilaterali tra Giordania e Israele, hanno portato alcuni commentatori ad etichettare l'Egitto come "l'alleato più stretto" di Israele nel mondo arabo; mentre da parte loro altri affermano che le relazioni continuano a rimanere relativamente fredde.
Il nuovo presidente dell'Egitto Abdel Fattah al-Sisi ha mantenuto la politica dei suoi predecessori nell'impegno a non compiere alcuna visita di Stato ufficiale fino a ché Israele non riconoscerà lo Stato di Palestina; questo sebbene il suo ministro degli Esteri Sameh Shoukry abbia invece visitato lo Stato ebraico.
Il 3 novembre del 2015 l'Egitto ha votato a favore dell'adesione di Israele all'Ufficio delle Nazioni Unite per gli affari dello spazio extra-atmosferico, consegnando in tal maniera per la prima volta nella storia un suo voto pro-Israele all'Assemblea generale delle Nazioni Unite.
Le relazioni bilaterali sono migliorate ulteriormente dopo l'elezione della Presidenza di Donald Trump e la contemporanea ascesa di Mohammad bin Salman Al Sa'ud alla carica di principe ereditario dell'Arabia Saudita designato, con l'Egitto che si unisce a queste due nazioni spingendo l'Autorità Nazionale Palestinese e facendo gruppo di pressione sulla Giordania perché accettino le proposte e i colloqui di pace guidati ancora una volta dagli Stati Uniti d'America.

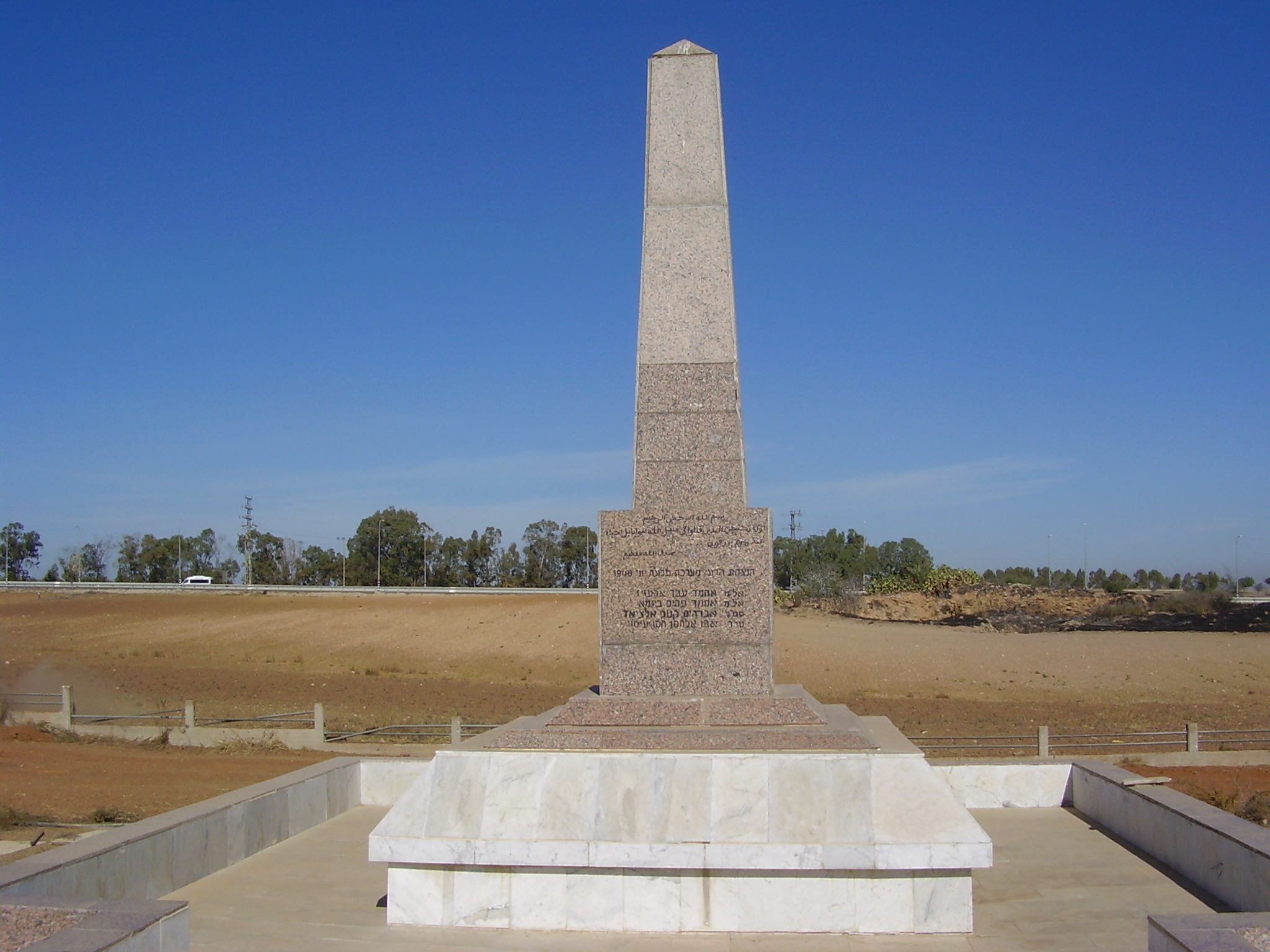
Memoriale dell'Al-Quwwāt al-Barriyyat al-Miṣriyya in Israele.

## Prospettive future
Come detto la rivoluzione egiziana del 2011, parte della primavera araba, ha portato a far temere Israele in merito al futuro del trattato di pace israelo-egiziano del 1979. Il primo ministro di Israele Benjamin Netanyahu dichiarò inizialmente che si aspettava che ogni nuovo governo egiziano aderisse al trattato, poiché esso aveva servito bene entrambi i paesi.
Dopo che l'Al-Quwwāt al-Barriyyat al-Miṣriyya ha preso il potere l'11 febbraio del 2011 esso ha annunciato che l'Egitto continuerà a rispettare tutti i suoi trattati internazionali e regionali. Eppure le relazioni israelo-egiziane raggiunsero il livello più basso dal 1979. La linea del confine divenne una regione di conflitto e ad alta tensione e instabilità a seguito dell'aumento dell'attività del terrorismo nella penisola del Sinai ed in seguito alla manifestazione di ostilità da parte di masse di egiziani contro Israele esplosa nelle strade de Il Cairo.
Nell'attacco del 2011 all'Ambasciata israeliana a Giza migliaia di manifestanti vi hanno fatto irruzione venerdì 9 settembre; le forze di polizia egiziana di stanza nel luogo hanno tentato di bloccarne l'ingresso, sparando gas lacrimogeno tra la folla. Dopo che i dimostranti sono entrati nella prima sezione dell'edificio, l'ambasciatore e il suo staff sono stati evacuati dai commando egiziani.
Al termine dell'attacco Israele ha fatto uscire l'ambasciatore e circa altri 85 diplomatici e membri delle loro famiglie; l'esercito egiziano ha quindi dichiarato lo stato di emergenza in tutto il paese. Funzionari egiziani condannarono l'aggressione e dissero che gli eventi facevano parte di una cospirazione esterna volta a danneggiare irrimediabilmente la già precaria stabilità e le relazioni estere dell'Egitto.
Nel 2012 i Fratelli Musulmani hanno dichiarato il loro sostegno al trattato di pace e il Primo Ministro israeliano B. Netanyahu ha affermato di non avere alcun problema nel trattare con loro fintantoché il trattato fosse stato rispettato.
Dopo l'uscita di scena di Mubarak le autorità egiziane hanno continuato a proteggere un memoriale delle forze di difesa israeliane situato nel Sinai in conformità con gli obblighi del trattato. Gli israeliani sono rimasti positivi sulla prosecuzione del trattato anche dopo che il candidato del Partito Libertà e Giustizia il Partito dei "Fratelli Musulmani" Mohamed Morsi ha vinto le Elezioni presidenziali in Egitto del 2012.
Nell'agosto seguente i militari egiziani sono entrati nella zona de-militarizzata senza l'approvazione israeliana, in violazione dei termini del trattato; è stato anche riferito che l'Egitto ha schierato dei missili anti-aerei sul confine, una mossa che chiaramente colpisce Israele poiché i gruppi beduini nel Sinai non posseggono alcun tipo di aeroplano. Negli anni 1970 spostare i missili antiaerei nei pressi del Canale di Suez fu il primo passo che l'Egitto portò avanti fino allo scatenamento della guerra del Kippur.
Altre agenzie di stampa tuttavia avevano riferito che le Al Quwwāt Al Musallahat Al Miṣriyya avevano effettivamente posto sotto sequestro armi antiaeree, artiglieria controcarri e anti-uomo destinate ad essere introdotte di contrabbando nella Striscia di Gaza mantenuta sotto il pieno controllo di Hamas. Questo era volto inoltre anche a distruggere oltre 100 tunnel utilizzati per lo stesso contrabbando.

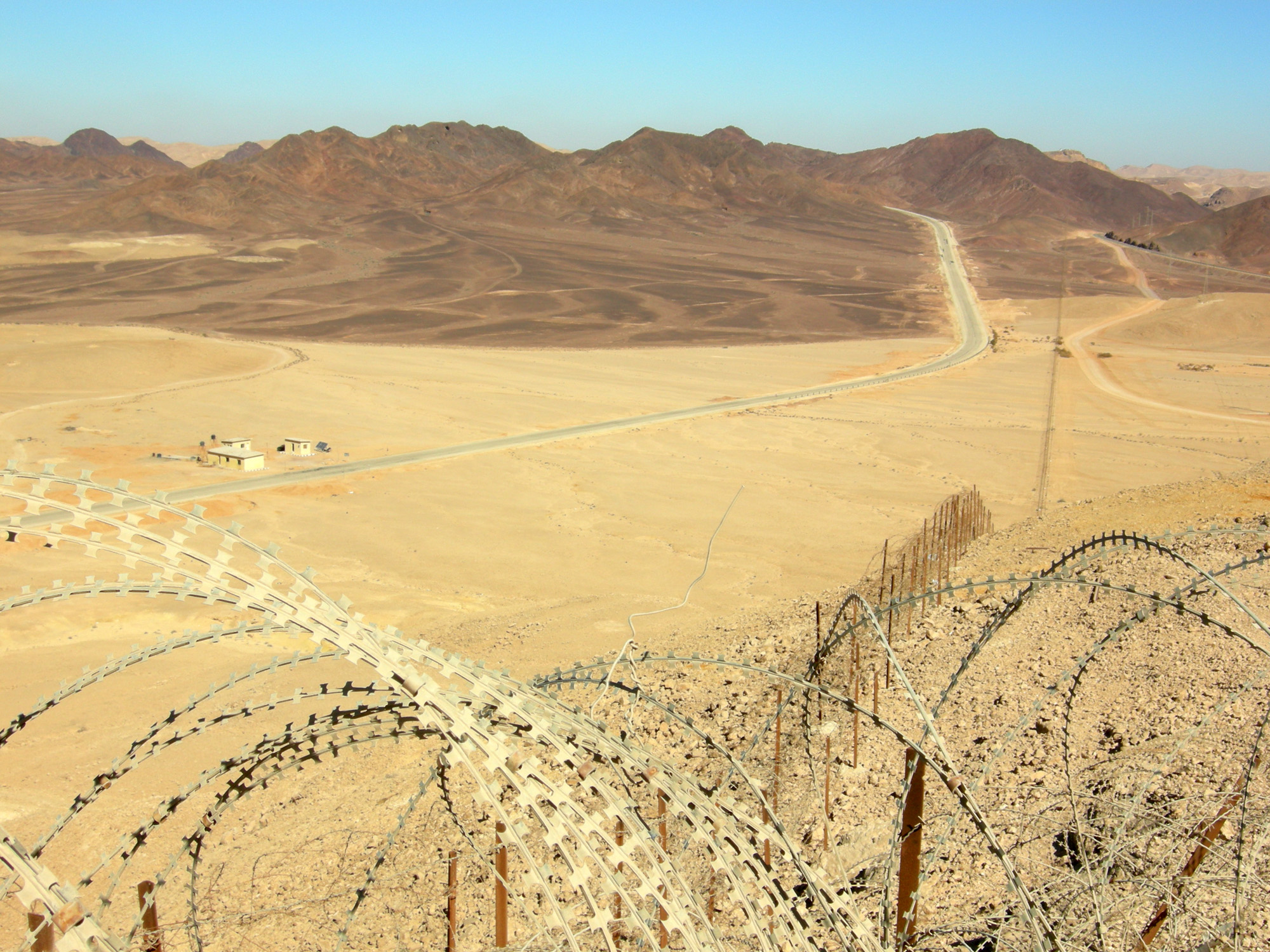
La linea di confine a Eilat.

## Incidenti di confine
Gli attacchi transfrontalieri avvenuti nel Sud d'Israele si svolsero nell'agosto del 2011; gli aggressori - partendo proprio dal territorio egiziano - riuscirono ad uccidere otto israeliani; secondo quanto riferito otto degli attaccanti furono subito dopo abbattuti dalle forze di sicurezza israeliane e gli altri due da quelle egiziane.
Rimasero infine colpiti a morte anche cinque dei loro soldati. In risposta la folla prese d'assalto l'ambasciata israeliana; durante le proteste che ne seguirono Ahmad Al-Shahhat salì sul tetto dell'ambasciata e ne rimosse la bandiera di Israele la quale fu poi data alle fiamme dai manifestanti.
Il 5 agosto del 2012 si venne messo in atto l'attacco di confine tra Egitto e Israele nel 2012, quando uomini armati tesero un agguato ad una base militare egiziana situata nella penisola del Sinai, uccidendo 16 soldati e rubando due auto blindati, che erano soliti infiltrarsi in Israele.
Gli assalitori attraversarono il passaggio di frontiera di Kerem Shalom diretti verso il territorio israeliano, dove uno dei veicoli fu fatto esplodere; ingaggiarono poi uno scontro a fuoco con i militari delle Forze di difesa israeliane, durante il quale sei degli aggressori vennero abbattuti. Nessun israeliano rimase ferito.
Israele sta costruendo una recinzione alta 5 metri lungo il suo confine con l'Egitto conosciuta come la "barriera tra Egitto e Israele"; questa secondo le intenzioni dovrebbe estendersi per 240 chilometri partendo dal passaggio di Kerem Shalom a Nord fino a giungere ad Eilat a Sud. La recinzione era stata progettata inizialmente per bloccare l'infiltrazione di rifugiati e richiedenti diritto di asilo dall'Africa, ma ha assunto un'urgenza maggiore con la caduta del regime di Hosni Mubarak.

## Cooperazione sulla sicurezza
La cooperazione in materia di sicurezza è stata aumentata a seguito dell'assalto di confine nel 2012 e della conseguente operazione Eagle contro l'insurrezione del Sinai. Il colonnello Ahmed Mohammed Ali ha detto che "l'Egitto sta coordinando con la parte israeliana per la presenza delle Al Quwwāt Al Musallahat Al Miṣriyya nella penisola del Sinai, cosa questa che già sanno: lo schieramento della forza armata su tutto il territorio del Sinai non è una violazione del trattato di pace israelo-egiziano del 1979".

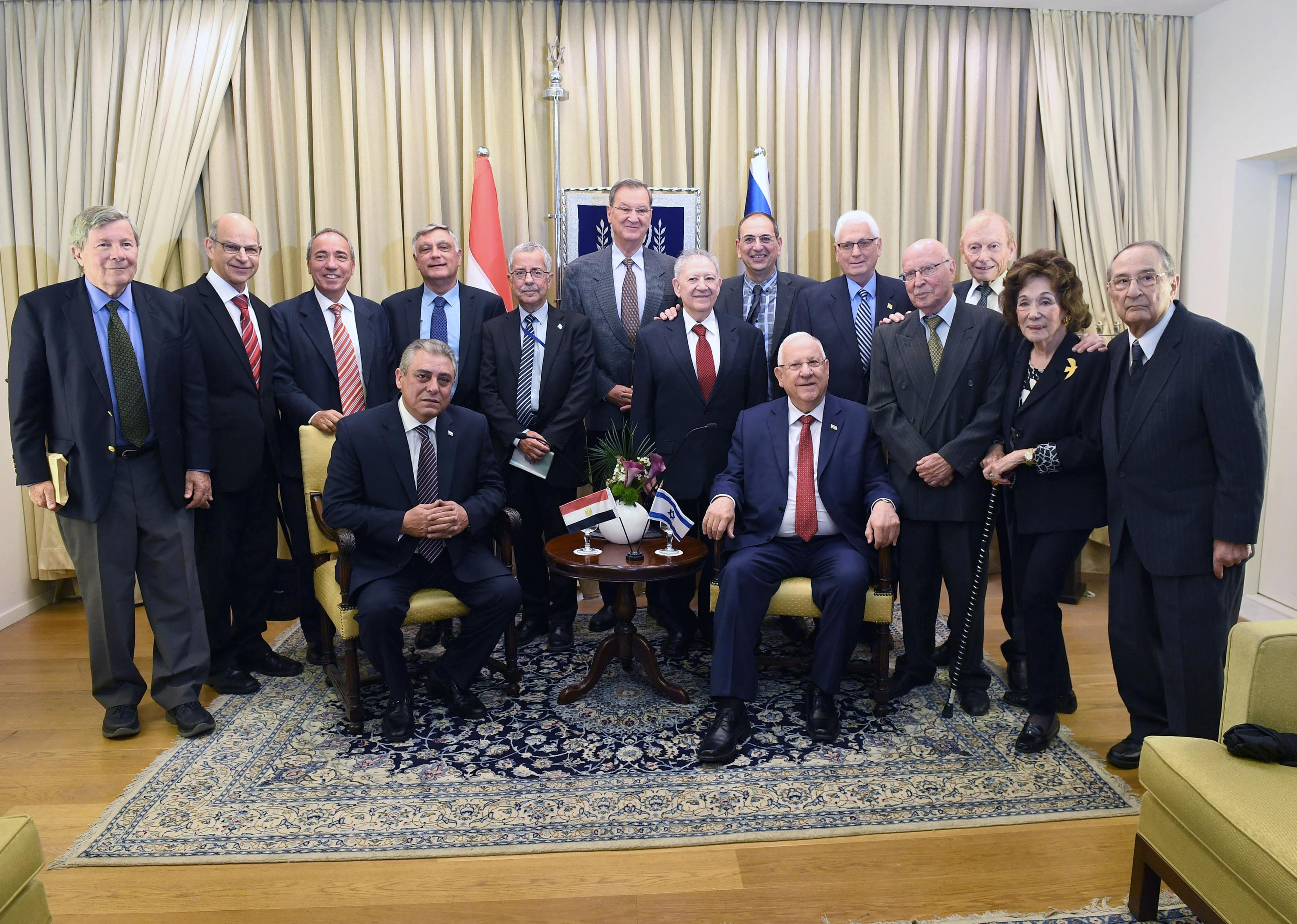
Il Presidente di Israele Reuven Rivlin e sua moglie ospitano l'Ambasciatore egiziano in occasione dei festeggiamenti per il 40º anniversario della visita di Anwar al-Sadat. Mercoledì 22 novembre del 2017.

## Mediazione diplomatica
I governanti post-Mubarak si rivelarono determinanti nella mediazione tra Hamas e Israele per lo scambio del prigioniero di guerra Gilad Shalit che portò alla liberazione del soldato israeliano in cambio di 1.027 prigionieri palestinesi tra l'ottobre e il dicembre del 2011.

## Legami economici
Secondo l'"Israel Export & International Cooperation Institute" nel 2011 vi erano 117 imprese di esportazione in Egitto attive in Israele; mentre le esportazioni di merce da Israele in direzione dell'Egitto sono cresciute del 60% nel 2011, arrivando ad un fatturato complessivo di 236 milioni di dollari statunitensi.
Il gasdotto egiziano che rifornisce di gas la Giordania e Israele è stato attaccato otto volte tra l'estromissione di Mubarak avvenuta l'11 febbraio del 2011 e il 25 novembre seguente; l'Egitto aveva un accordo ventennale per esportare gas naturale in Israele. Esso è però impopolare presso l'opinione pubblica araba e i critici sostengono inoltre che Israele stesse pagando al di sotto del prezzo di mercato per il gas.

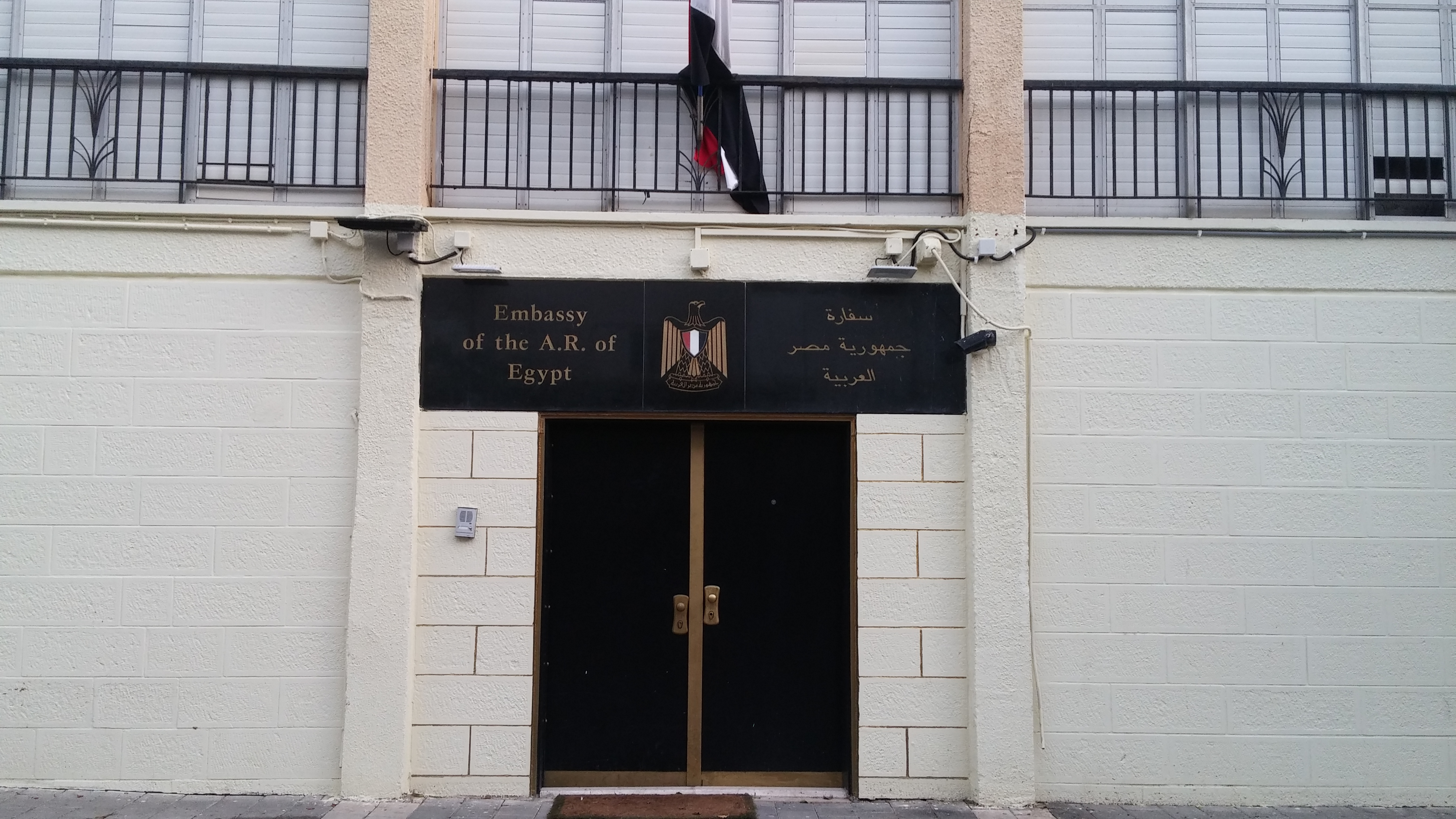
L'ingresso dell'Ambasciata egiziana a Tel Aviv.

Le forniture allo Stato ebraico sono state quindi bloccate unilateralmente nel 2012 in quanto Israele aveva presumibilmente violato i suoi obblighi e interrotto i pagamenti alcuni mesi prima. Assai critico per la decisione intrapresa il primo ministro di Israele Benjamin Netanyahu ha anche insistito sul fatto che il cutoff non aveva a che fare con il trattato internazionale di pace, ma piuttosto raffigura "una disputa commerciale tra la società israeliana e quella egiziana".
L'ambasciatore Yasser Rida ha anche dichiarato che il governo egiziano lo considera un disaccordo commerciale, non una disputa diplomatica. Il ministro degli Esteri Avigdor Lieberman dal canto suo ha asserito la stessa cosa, aggiungendo che forse le forniture di gas venivano utilizzate come materiale per le Elezioni presidenziali in Egitto del 2012. Il ministro delle Infrastrutture nazionali Uzi Landau ha invece respinto le affermazioni secondo cui la controversia era di natura puramente commerciale.